# 우리 중대에 신입 병사 왔네
《우리 중대에 신입 병사 왔네》는 조선인민군의 홍보 노래로 보천보전자악단의 가수 조금화가 불렀다. "붉은기중대"라는 존재가 확인되지 않은 부대에 전입한 신병을 환영한다는 내용을 담고 있다. 해당 중대의 중대장은 관모봉 전투에서 100명의 적군을 쓰러트렸다는 내용이 나오지만 관모봉 전투의 실체는 확인되지 못한 상황이다.